# Atletica leggera alla XXIX Universiade - Salto in alto maschile
Il salto in alto maschile alla XXIX Universiade si è svolto dal 23 al 25 agosto 2017.

## Podio
| Oro     | Falk Wendrich Germania          |
| Argento | Marco Fassinotti Italia         |
| Bronzo  | Hsiang Chun-hsien Taipei Cinese |

## Risultati

### Qualificazioni
Si qualificano alla finale gli atleti che saltano 2,23 m Q o le dodici migliori misure q.
| Posizione | Gruppo | Atleta               | Nationalità   | 1.85 | 1.95 | 2.05 | 2.10 | 2.15 | Risultato | Note |
| --------- | ------ | -------------------- | ------------- | ---- | ---- | ---- | ---- | ---- | --------- | ---- |
| 1         | A      | Marco Fassinotti     | Italia        | –    | –    | –    | o    | o    | 2.15      | q    |
| 1         | A      | Carlos Layoy         | Argentina     | –    | –    | o    | o    | o    | 2.15      | q    |
| 1         | A      | Falk Wendrich        | Germania      | –    | –    | –    | o    | o    | 2.15      | q    |
| 1         | B      | Norbert Kobielski    | Polonia       | –    | –    | o    | o    | o    | 2.15      | q    |
| 1         | B      | Dmitry Kroytor       | Israele       | –    | –    | o    | o    | o    | 2.15      | q    |
| 1         | B      | Allan Smith          | Regno Unito   | –    | –    | o    | o    | o    | 2.15      | q    |
| 1         | B      | Woo Sang-hyeok       | Corea del Sud | –    | –    | –    | o    | o    | 2.15      | q    |
| 8         | B      | Hsiang Chun-hsien    | Taipei Cinese | –    | –    | –    | xo   | o    | 2.15      | q    |
| 9         | B      | Adrijus Glebauskas   | Lituania      | –    | –    | o    | xo   | xo   | 2.15      | q    |
| 10        | A      | Mpho Links           | Sudafrica     | –    | –    | xo   | xo   | xo   | 2.15      | q    |
| 11        | A      | Tzur Liberman        | Israele       | –    | o    | o    | o    | xxo  | 2.15      | q    |
| 12        | A      | Roman Loshkarev      | Kazakistan    | –    | –    | xxo  | o    | xxo  | 2.15      | q    |
| 13        | A      | Hamish Kerr          | Nuova Zelanda | –    | o    | o    | o    | xxx  | 2.10      |      |
| 14        | A      | Paulo Conceição      | Portogallo    | –    | –    | xo   | o    | xxx  | 2.10      |      |
| 14        | B      | Joseph Baldwin       | Australia     | –    | o    | xo   | o    | xxx  | 2.10      |      |
| 16        | A      | Dan Claudiu Lazarica | Romania       | –    | –    | o    | xo   | xxx  | 2.10      |      |
| 17        | B      | Eugenio Meloni       | Italia        | –    | –    | o    | xxo  | xxx  | 2.10      |      |
| 18        | B      | Sean Cate            | Canada        | –    | –    | xo   | xxo  | xxx  | 2.10      |      |
| 19        | B      | Marcel Mayack II     | Camerun       | –    | –    | o    | xxx  |      | 2.05      |      |
| 19        | B      | Kevin Rutare         | Lussemburgo   | –    | –    | o    | xxx  |      | 2.05      |      |
| 21        | A      | Kristjan Tafenau     | Estonia       | –    | o    | xxo  | xxx  |      | 2.05      |      |
| 22        | A      | Husniddin Zaripov    | Tagikistan    | –    | xo   | xxo  | xxx  |      | 2.05      |      |
|           | B      | Norshafiee Mohd Shah | Malaysia      | –    | xxx  |      |      |      | NM        |      |
|           | A      | Hussein Al-Ibraheemi | Iraq          |      |      |      |      |      | DNS       |      |
|           | A      | Abass Turay          | Sierra Leone  |      |      |      |      |      | DNS       |      |

### Finale
| Posizione | Atleta             | Nationalità   | 2.05 | 2.10 | 2.15 | 2.20 | 2.23 | 2.26 | 2.29 | 2.31 | Risultato | Note                                     |
| --------- | ------------------ | ------------- | ---- | ---- | ---- | ---- | ---- | ---- | ---- | ---- | --------- | ---------------------------------------- |
|           | Falk Wendrich      | Germania      | –    | o    | o    | o    | o    | o    | xxo  | xxx  | 2.29      | Miglior prestazione personale            |
|           | Marco Fassinotti   | Italia        | –    | xo   | o    | o    | o    | xxo  | xxo  | xxx  | 2.29      | Miglior prestazione personale stagionale |
|           | Hsiang Chun-hsien  | Taipei Cinese | –    | –    | o    | o    | –    | o    | xxx  |      | 2.26      | Miglior prestazione personale stagionale |
| 4         | Allan Smith        | Regno Unito   | –    | –    | o    | o    | xo   | xxx  |      |      | 2.23      |                                          |
| 5         | Adrijus Glebauskas | Lituania      | –    | o    | o    | xxo  | xo   | xxx  |      |      | 2.23      | Miglior prestazione personale            |
| 6         | Dmitry Kroytor     | Israele       | –    | o    | o    | o    | xxo  | xx–  | x    |      | 2.23      | Miglior prestazione personale stagionale |
| 7         | Mpho Links         | Sudafrica     | –    | xo   | o    | xxo  | xxo  | xxx  |      |      | 2.23      | Miglior prestazione personale            |
| 8         | Woo Sang-hyeok     | Corea del Sud | –    | o    | xo   | o    | xxx  |      |      |      | 2.20      |                                          |
| 9         | Carlos Layoy       | Argentina     | –    | xo   | xo   | o    | xxx  |      |      |      | 2.20      | Miglior prestazione personale stagionale |
| 10        | Norbert Kobielski  | Polonia       | o    | o    | o    | xxx  |      |      |      |      | 2.15      |                                          |
| 10        | Tzur Liberman      | Israele       | o    | o    | o    | xx–  | x    |      |      |      | 2.15      |                                          |
| 12        | Roman Loshkarev    | Kazakistan    | xo   | o    | xo   | xxx  |      |      |      |      | 2.15      |                                          |